# 莱格朗热特
莱格朗热特（法語：Les Grangettes，法語發音：[le ɡʁɑ̃ʒɛt]）是法国杜省的一个市镇，位于该省南部，属于蓬塔利耶区。

## 地理
莱格朗热特（46°49'40"N, 6°18'40"E）面积5.38 平方千米，位于法国勃艮第-弗朗什-孔泰大區杜省，该省份为法国东部内陆省份，北起上索恩省，西接汝拉省，东部及东南部与瑞士接壤，东北部与贝尔福地区省接壤。
与莱格朗热特接壤的市镇（或旧市镇、城区）包括：瓦和帕莱、蒙佩勒、圣普安拉克、马尔帕。

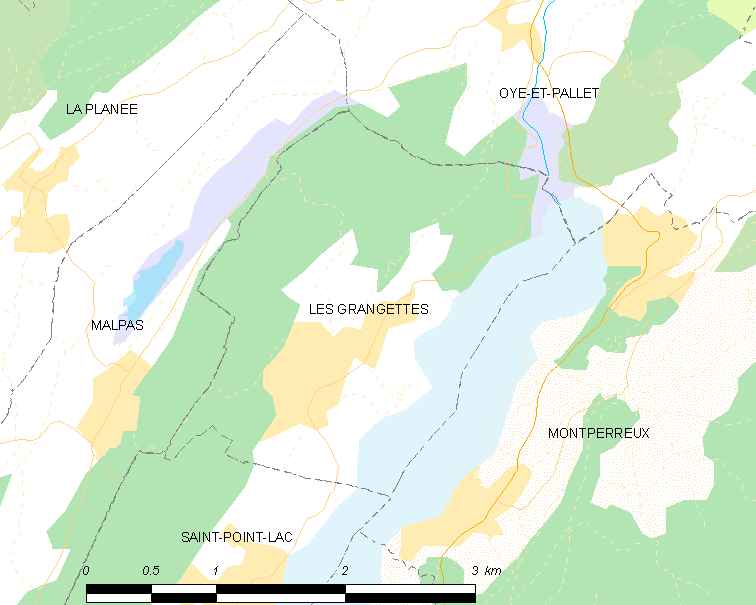
莱格朗热特的OSM定位图

莱格朗热特的时区为UTC+01:00、UTC+02:00（夏令时）。

## 行政
莱格朗热特的邮政编码为25160，INSEE市镇编码为25295。

## 政治
莱格朗热特所属的省级选区为弗拉讷县。

## 人口

1962-2008年间莱格朗热特人口变化图示

莱格朗热特于2022年1月1日时的人口数量为323人。